# كينتارو

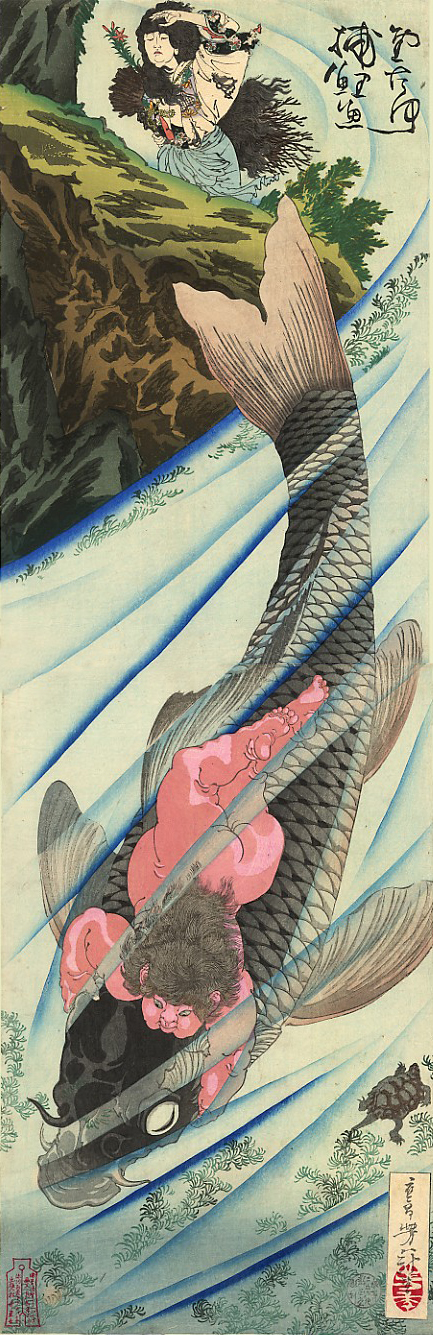
لوحة تصور كينتارو الشاب يصارع سمكة كبيرة من أعمال يوشيتوشي.

كينتارو (باليابانية: 金太郎) أو الفتى الذهبي هو بطل خارق مشهور في الفنون الشعبية اليابانية، ويعرف أيضا بطرزان اليابان. وهو يصور على شكل صبي ذو قوة بشرية خارقة أرسل ليسكن في جبل أشيغارا ويصبح على صداقة مع حيوانات الجبل، وبعد إمساكه بالوحش شوتيندوجي الذي يشكل رعبا للمنطقة حول جبل أووه، يصبح تابعا مخلصا لميناموتو نو موريميتسو ويحول اسمه إلى ساكاتا كينتوكي (坂田公時). تظهر شخصية كينتارو في العديد من أعمال مسرح الكابوكي والنو كما توضع دمى لكينتارو في عيد الصبيان على أمل أن يصبح الصبيان بشجاعة وقوة كينتارو. يقال أن كينتارو مقتبس من رجل حقيقي يدعى ساكاتا كينتوكي، كان يعيش في فترة هييآن في منطقة مينامي أشيغارا، وكان يخدم الساموراي ميناموتو نو يوريميتسو، واشتهر بمهاراته كمحارب وبالتالي نمت أسطورته مع الوقت.

## القصص
هناك العديد من القصص عنه وتختلف كل قصة عن الأخرى وأشهرها:
يحكى أن كينتارو كان ابنا لأميرة جميلة تدعى يايجيري وساموراي يدعى ساكاتا، هربت والدة كينتارو من شجار بين والده وعمه وقررت أن تختبئ في جبل اسيغهارا والذي يسمى أيضا بجبل كينتوكي، تركت كينتارو في الجبل لتربيه ساحرة تدعى يامانبا (وهي شخصية مشهورة أيضا في الفنون الشعبية اليابانية)، وفي قصة أخرى يقال أنها ماتت وتركته يتيما. كبر كينتارو واكتسب بشرة حمراء اللون وكان يرتدي مريلة حمراء مكتوب عليها «ذهب» بالكانجي (金). كان مفعما بالنشاط لا يتعب، وقويا جدا بالنسبة لعمره لدرجة أنه كان يقطع ويقتلع الأخشاب بسرعة الحطابين الماهرين، ويكسر الصخور، وبعيشه في البرية كان كينتارو قليل التواصل مع البشر، فكون صداقات مع العديد من الحيوانات وتعلم لغتهم في الغابة. صداقاته شملت الدب، الغزال، القرد والارنب، ادعى أنه كان الاقوى بينهم فأصبحوا مبعوثين لديه ويأخذونه في جولات بين الحين والآخر. وفي قصص أخرى كان يقال بأنه كان يهزم العديد من الوحوش ويصارع الدببة وعندما أصبح بالغا غير اسمه إلى ساكاتا نو كينتوكي وقابل سامواريا يدعى ميناموتو نو يوريميتسو عندما كان عابرا بقرب جبل كينتوكي. انبهر يوريميتسو من قوة كينتوكي فأخذه كخادم شخصي له ليعيش معه في كيوتو. تعلم كينتارو هناك الفنون القتالية وفي النهاية أصبح قائدا للشتينو(四天王 - Shitennō) و تعني الشجعان الأربعة أو ملوك البوذا السماوية الأربعة. أثناء عمله تحت إمرة يوريميتسو، اشتهر بقوته ثم بعد ذلك ذهب إلى والدته وأرجعها معه إلى كيوتو.